# Diccionario electrónico

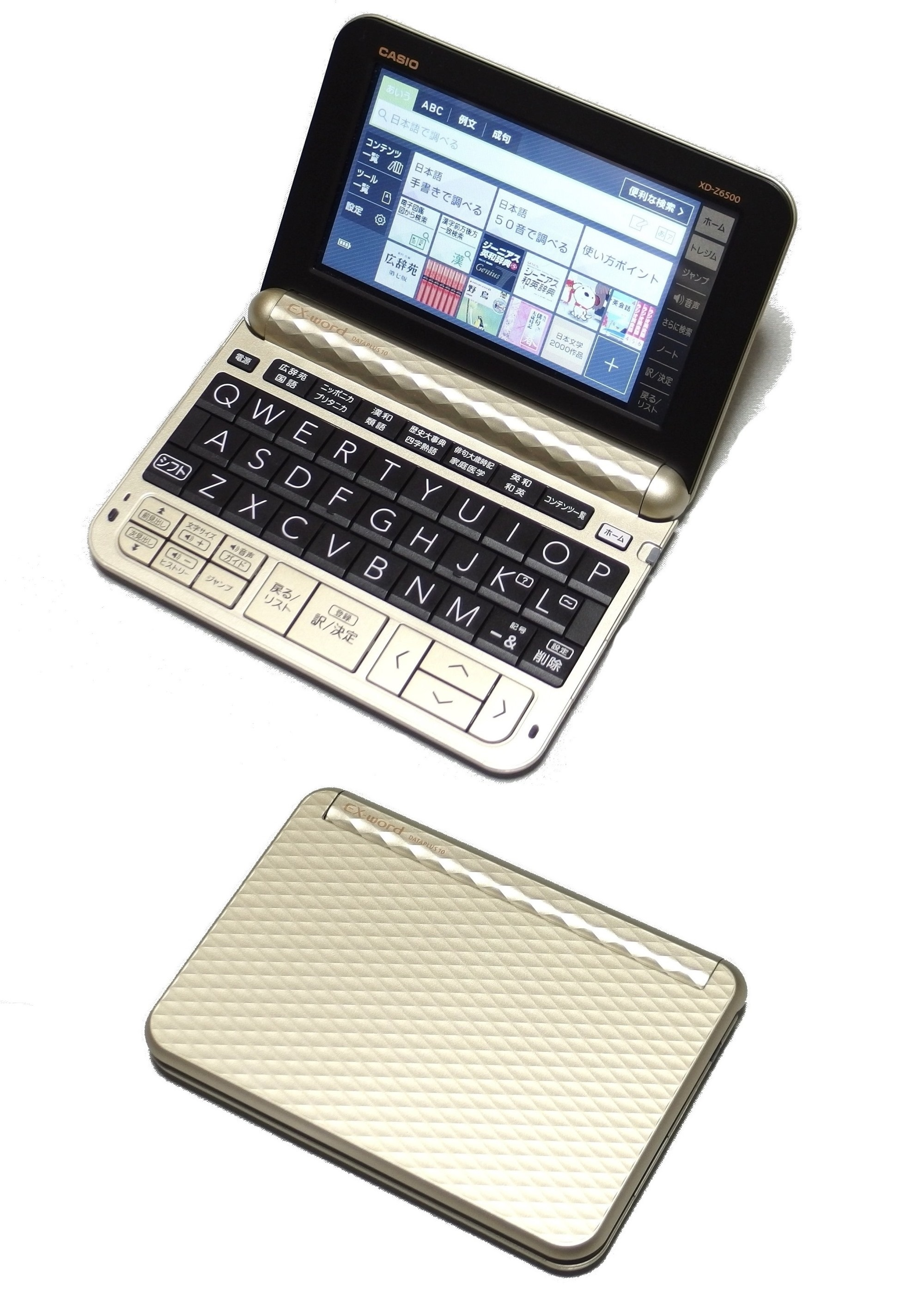
Un diccionario electrónico de bolsillo

Los diccionarios electrónicos (電子辞書 denshi-jisho?) son pequeñas computadoras de mano con materiales de referencia integrados. Si bien su uso principal es el de referencia japonés-japonés, la mayoría de los modelos presentan muchos tipos de diccionarios internos. Los diccionarios japonés-inglés e inglés-japonés, así como los diccionarios de kanji exhaustivos, son también estándar en la mayoría de modelos.
Algunos diccionarios electrónicos están orientados hacia la traducción de lenguas extranjeras, incluyendo diccionarios de chino, español, francés, italiano, alemán, coreano, o múltiples de inglés. Los modelos pueden además tener ranuras para tarjetas de memoria que pueden ser usadas para la expansión de la base de datos.
Los diccionarios internos son a menudo de muchas editoriales. Por ejemplo, un único diccionario electrónico puede contener un diccionario Kojien de japonés, un Diccionario Oxford de Inglés, y un diccionario inglés-japonés del lector (en inglés reader's dictionary) de Kenkyusha. La función "jump" (salto), también conocida como "skip search" (búsqueda-a-saltos), permite a los usuarios moverse entre los diccionarios cuando consultan palabras.

## Historia
El primer diccionario electrónico producido para el mercado japonés apareció en 1979 bajo el nombre de Máquina Traductora Eléctrica de Bolsillo (ポケット電訳機 Poketto Denyakuki?).
Físicamente, era muy parecido a los diccionarios electrónicos producidos en la actualidad. Debido al elevado coste de los chips de memoria, el modelo era bastante caro. Sin embargo, fue alabado por su velocidad y eficiencia. [cita requerida] Muchas grandes marcas japonesas de electrónica producen ahora sus propias versiones de la máquina.
Con la progresiva expansión del mercado de los diccionarios electrónicos durante los 1980s y 1990s, ha habido quejas de que el desarrollo del diccionario electrónico ha causado un perjuicio al mercado japonés de los diccionarios de papel. En 2002, sólo Casio vendió aproximadamente 2.8 millones de diccionarios electrónicos, mientras que el mercado doméstico de los diccionarios de papel se mantuvo en los 10 millones de copias. Aunque esto indica un decremento de 5 millones de copias cuando se compara con el mercado del diccionario de papel en 1992, los diccionarios de papel y los electrónicos siguen compartiendo un uso generalizado en Japón. Las empresas productoras de diccionarios de papel han buscado nichos de mercado más especializados como resultado de estos desarrollos es aquel que se ocupa de traducir palabras ya sea de cualquier idioma.

## Características estándar
Los diccionarios electrónicos recuerdan a las computadoras portátiles en miniatura con diseño en concha, equipados con teclados completos y pantallas LCD. Como se han diseñado para ser totalmente portátiles, los diccionarios poseen alimentación a baterías y se hacen con carcasas de materiales resistentes.
Algunas características se encuentran con frecuencia en todo modelo de diccionario electrónico.
Éstas incluyen un diccionario japonés-japonés, diccionarios japonés-inglés e inglés-japonés, y un diccionario de kanjis en el que se pueden encontrar los caracteres por número de trazos, radical, o valor fonético. Se necesita algún conocimiento de japonés para hacer uso de estas características, ya que las palabras japonesas aparecen en kanji, katakana e hiragana en vez de en rōmaji.
Los modelos de gama alta pueden incluir también un diccionario de japonés clásico, diccionarios médicos o legales, tesauros de japonés e inglés, un diccionario de inglés-inglés, diccionarios de viajes, diccionarios de frases idiomáticas y coloquialismos, un diccionario de palabras extranjeras usadas en japonés, animaciones del orden de trazos, salida de voz, entrada por estilete para kanji y kana, programas para el aprendizaje de idiomas, una calculadora, funciones de organización tipo PDA, enciclopedias, o baterías recargables de litio.

## Fabricantes y Modelos de Diccionarios Electrónicos
Las compañías Canon, Casio, Sharp, y Seiko dominan el mercado del diccionario electrónico en Japón. También hay disponibles diccionarios en japonés-chino de productores chinos y taiwaneses. Si bien los modelos más antiguos estaban pensados exclusivamente para los consumidores japoneses, los productos actuales tales como la serie Canon Wordtank también son usados por hablantes no-nativos de japonés y nuevos estudiantes de japonés.

### Canon
Canon tiene en la actualidad (2006) 12 modelos de diccionario electrónico en el mercado japonés. De estos, dos son para la traducción de japonés-chino, dos están diseñados para el estudio, tres son para la traducción de japonés-inglés, tres son de estilo "compacto", y dos son principalmente para el uso exclusivo en japonés. En este momento (2006), Canon es la única compañía que ofrece manuales en lengua inglesa para sus productos.
Los modelos de Canon Wordtank son los más populares (2006) entre los estudiantes angloparlantes de lengua japonesa. La razón de ello es que Canon es el único fabricante con modelos que ofrecen menús y guías de referencia en inglés. Los modelos de Canon también incluyen animaciones del orden de trazos, útiles para aprender cómo escribir los kanji. Esta característica parece ser exclusiva de Canon.

### Casio
Actualmente (2006) Casio tiene 27 modelos en el mercado japonés. Estos contienen un rango de funciones especializadas, que incluyen la traducción al chino, coreano, italiano, alemán, francés, español e inglés, diccionario de terminología budista, y características para ambos usos, diario y de estudio. Muchos modelos de diccionarios Casio vienen con ranuras para insertar tarjetas de datos que contienen diccionarios especializados adicionales.

### Sharp
Actualmente (2006) Sharp tiene 15 modelos en el mercado japonés. Estos contienen funciones para la traducción al inglés y chino, funciones diseñadas para los negocios, el estudio, vida diaria, y para los viajes. Muchos modelos también integran los contenidos de enciclopedias japonesas.casio.marca muy recomendada.

### Seiko
En la actualidad (2006), Seiko tiene 23 modelos en el mercado japonés. Nueve han sido diseñados para uso diario, cinco para la traducción japonés-inglés, siete para otras lenguas extranjeras, y dos para los estudiantes de bachiller. Muchos modelos de diccionario Seiko vienen con ranuras para insertar tarjetas de datos que contienen diccionarios especializados adicionales. El Seiko RM-2000 era el único diccionario disponible que era vendido específicamente para angloparlantes que comenzaban a estudiar japonés. Estaba basado en el Kenkyusha Romanized English-Japanese/Japanese-English Dictionary (Diccionario Kenkyusha de inglés-japonés/japonés-inglés romanizado ) pero se ha dejado de fabricar.

### Instant-Dict
Instant-Dict, un diccionario electrónico inglés-chino, lanzado por primera vez en Hong Kong en 1989 el cual desde entonces se ha convertido en la marca de consumo líder en el mercado de la Gran China (la que comprendería la República Popular China -incluyendo Hong Kong y Macao, así como Taiwán e islas aledañas). Instant-Dict fabricado por Group Sense (International) Limited tiene en la actualidad 14 modelos en el mercado en Hong Kong, China, Taiwán, Malasia y Singapur. Muchos modelos de diccionarios Instant-Dict vienen con ranuras para insertar tarjetas de datos que contienen diccionarios especializados adicionales. Un modelo tiene cámara integrada.

### Franklin

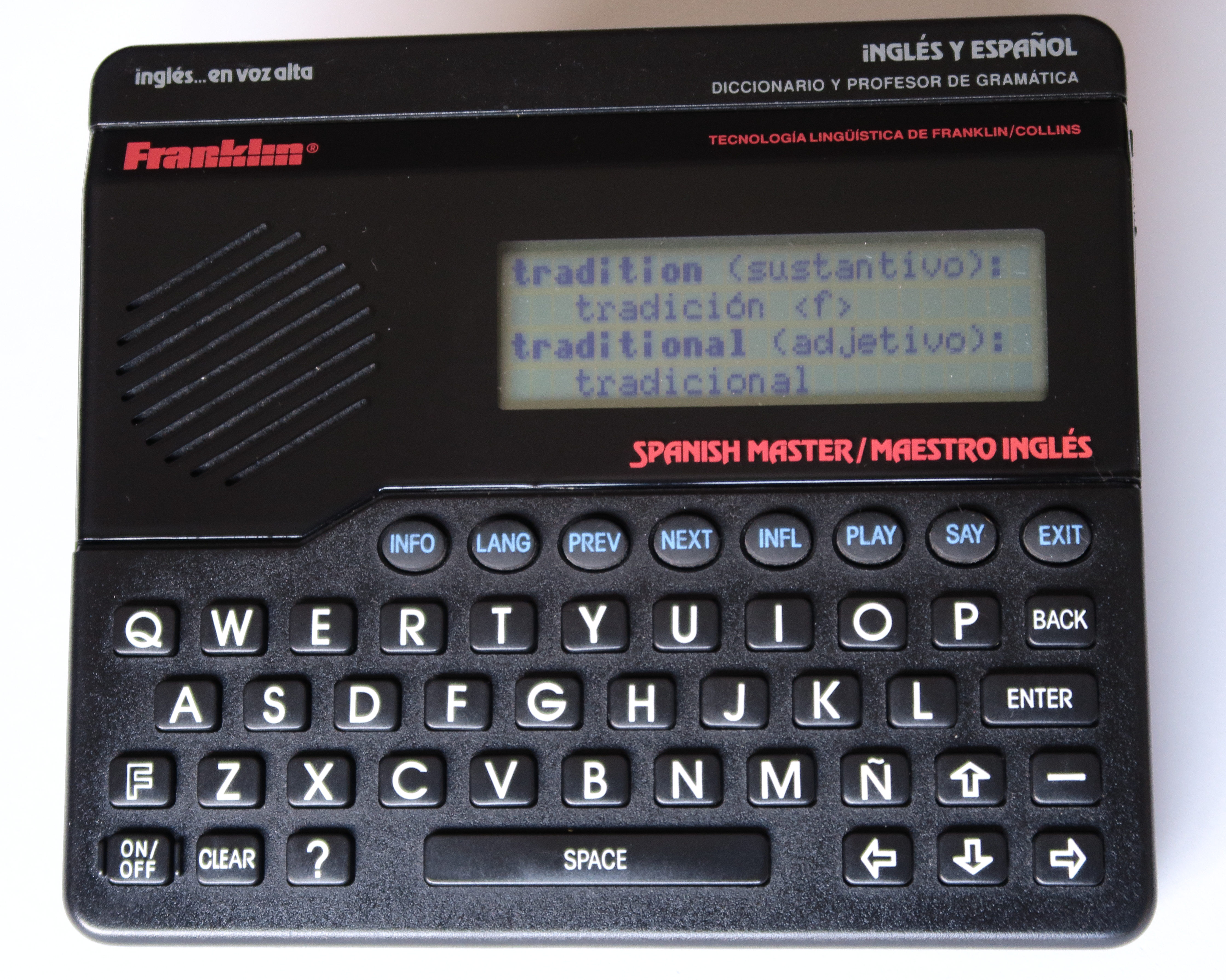
Traductor Franklin, Maestro inglés modelo SM-600

Maestro Inglés, diccionario inglés-español, español-inglés con 250.000 vocablos y varios miles de frases hechas, con pronunciación, de finales de los ochenta y principios de los noventa, de Franklin Electronic Publishers (USA) sobre la base de diccionarios Collins.